# Viên Khiết Doanh
Viên Khiết Doanh (phiên âm Viên Khiết Oánh, tên tiếng Anh là Fennie Yuen, sinh ngày 15 tháng 9 năm 1969) là một nữ diễn viên điện ảnh – truyền hình, ca sỹ nổi tiếng người Hồng Kông đã giải nghệ. Cô từng là diễn viên độc quyền của hãng TVB.

## Tiểu sử và sự nghiệp
Viên Khiết Doanh sinh ra và lớn lên ở Hồng Kông và học tại trường cấp 2 Shue Yan ở quận Nam Hồng Kông trong những đầu đời của cô. Năm 1985, cô được Huỳnh Bách Minh phát hiện khi cãi nhau với bạn trai bên ngoài nhà hàng Yung Kee và gia nhập Tân Nghệ Thành khi mới 16 tuổi để bắt đầu sự nghiệp diễn xuất của mình. Trong những ngày đầu cô thành lập nhóm "Happy Girl " cùng với La Mỹ Vy, Trần Gia Linh và nhiều người khác, và thực hiện bộ phim "Happy Ghost " do Tân Nghệ Thành sản xuất. Năm sau, vì quá trình quay phim không thể phù hợp với thời gian đi học, cô quyết định từ bỏ việc học và cống hiến hết mình cho ngành điện ảnh. Cô đã phát hành ba album dưới tên Happy Girls. Sau đó, cô xuất hiện trên màn ảnh trong vai một cô gái nổi loạn, được các bạn tuổi teen săn đón.
Đầu những năm 1990, Viên Khiết Doanh đã tham gia diễn xuất trong nhiều bộ phim võ thuật như "Tiếu Ngạo Giang Hồ", "Tiếu Ngạo Giang Hồ Đông phương bất bại ", " Thái cực Trương Tam Phong", "Biên Thành Lãng Tử", "Tô Khất Nhi" và hình ảnh một người phụ nữ hào hiệp của cô cũng được nhiều người khen ngợi. Năm 1991, cô ký hợp đồng với TVB và bắt đầu đóng các bộ phim truyền hình như "Vô ảnh kim đao", "Liệt Hỏa Ân Tình", "Hương Vị Tình Yêu", "Lệnh Truy Nã", "Đối Mặt", " Truyền Thuyết Người và Rồng", v.v...tất cả đều đóng vai các nữ anh hùng. Năm 1993, cô cũng tham gia làng nhạc một thời gian ngắn trong hai năm và phát hành hai album solo, trong thời gian này, cô mắc chứng biếng ăn vào năm 1994 khiến sự nghiệp của cô tạm thời bị đình trệ.
Sau năm 2004, Viên Khiết Doanh giảm dần việc diễn xuất trước màn ảnh, đến năm 2002, cô kết thúc hợp đồng với TVB, chỉ thỉnh thoảng tham gia một số sự kiện và làm người phát ngôn cho việc nâng ngực. Vào ngày 20 tháng 6 năm 2013, ở tuổi 43, cô trở lại đóng phim sau 12 năm, và tham gia bộ phim mới của TVB là "Nữ nhân câu lạc bộ ".
Hiện tại chủ yếu tham gia các hoạt động tình nguyện.

## Đời tư:
Viên Khiết Doanh từng hẹn hò với nhạc sĩ Xu Riqin vào năm 1988 và sau đó chia tay. Cô cũng có mối quan hệ tình càm với Lưu Loan Hùng, Quách Phú Thành, Vương Kiệt, Nhan Phúc Vỹ, và bạn thân đồng giới Nguyễn Gia Hân.

## Các phim đã tham gia:
| Phim truyền hình |                             |                             |
| Năm              | Tên phim                    | Tựa tiếng Anh               |
| 1990             |                             | The Blood Sword             |
| 1992             | Vô ảnh kim đao              | Revelation of the Last Hero |
| 1994             | Liệt hỏa ân tình            | Heartstring                 |
| 1995             | Mãi mãi bên nhau            | When A Man Loves A Woman    |
| 1996             | Hương vị tình yêu           | Food of love                |
| 1997             | Lệnh truy nã                | I Can't Accept Corruption   |
| 1998             | Duyên Nợ                    | Measure of love             |
| 1999             | Song diện giai nhân         | Face to face                |
| 1999             | Trung Hoa Đai Trượng Phu    | Hero of shanghai            |
| 1999             | Truyền thuyết người và rồng | Dragon Love                 |
| 2001             | Cảnh sát hình sự            | Law Enforcers               |
| 2002             | Tình yêu muôn màu           | Lost in love                |
| 2002             | Cơ hội mong manh            | Slim Chances                |
| 2002             |                             | The Monkey King             |
| 2014             | Nữ nhân câu lạc bộ          | Never Dance Alone           |

| Phim điện ảnh |                           |                                   |
| Năm           | Tên phim                  | Tựa tiếng Anh                     |
| 1985          |                           | Happy Ghost 2                     |
| 1985          |                           | The Isle of Fantasy               |
| 1986          |                           | Happy Ghost 3                     |
| 1988          |                           | The Eighth Happiness              |
| 1988          |                           | School on fire                    |
| 1989          |                           | Pedicab Driver                    |
| 1990          | Điệp huyết nhai đầu       | Bullet in the head                |
| 1990          | Tiếu ngạo giang hồ        | The Swordsman                     |
| 1990          |                           | Happy Ghost 4                     |
| 1991          |                           | My Flying Wife                    |
| 1991          |                           | Don't fool me                     |
| 1991          |                           | Shanghai 1920                     |
| 1991          | Hào môn dạ yến            | The Banquet                       |
| 1992          | Lộc Đỉnh Ký               | Royal Tramp                       |
| 1992          | Lộc Đỉnh Ký 2             | Royal Tramp 2                     |
| 1992          | Người tình nguy hiểm      | The Shootout                      |
| 1992          | Tiếu ngạo giang hồ 2      | Swordsman II                      |
| 1993          |                           | Heroes among heroes               |
| 1993          | Thái cực Trương Tam Phong | Tai-chi Master                    |
| 1993          |                           | White Lotus Cult                  |
| 1994          |                           | One Armed Hero                    |
| 1998          |                           | Troublesome Night 3               |
| 2000          |                           | Paramount Motel                   |
| 2001          |                           | Esprit D'Amour                    |
| 2002          |                           | The Untold Story: Sudden Vanished |
| 2002          |                           | The Untold Story: The Lost World  |
| 2003          |                           | I want to get married             |

## Giải thưởng:
| Năm  | Giải thưởng | Công việc                   | Kết quả     |
| ---- | --- | --------------------------- | ----------- |
| 1998 | Giải thưởng " Nữ diễn viên chính xuất sắc nhất " của Giải thưởng "Nữ diễn viên chính xuất sắc nhất " lần thứ 5.                                     |                             | Đề cử       |
| 2002 | Ngàn Sao Chúc Mừng Lễ Kỷ Niệm Đài Loan 2002. " Nữ anh hùng yêu thích nhất của tôi trong năm ", " Đối tác yêu thích của tôi trong năm (Nhóm kịch) ". | Law Enforcers, Slim Chances | Đề cử       |
| 2008 | Giải thưởng Thương hiệu được yêu thích nhất của " TVB Weekly " " Nữ hoàng quảng cáo được yêu thích nhất ".                                          |                             | Phần thưởng |
| 2008 | Biểu diễn nghệ thuật xuất sắc. Đêm nhân ái: " Giải thưởng ngôi sao quảng cáo xuất sắc".                                                             |                             | Phần thưởng |